# Jemenske muhafaze
Republika Jemen je upravno podijeljena na 20 muhafaza (pokrajina, guvernata), i poseban teritorij glavnog grada Sane, koji ima poseban status.
1. Abjan
2. Ad-Dali
3. Adan
4. Al-Baida
5. Al-Džauf
6. Al-Hudaida
7. Al-Mahra
8. Al-Mahvit
9. Amran
10. Hadramaut
11. Hadža
12. Ibb
13. Lahidž
14. Marib
15. Raima
16. Sada
17. Sana (glavni grad)
18. Sana
19. Taiz
20. Šabva
21. Zamar
22. Sokotra

Muhafaze su upravno podijeljene na 333 okruga (muderiaha), okruzi se pak dijele na 2210 podokruga. Posljednju razinu tvore 38.284 sela (stanje iz 2001. godine).